# Liste des codes postaux belges
Pour un article plus général, voir Code postal en Belgique.
Voici une liste exhaustive des codes postaux pour la Belgique.

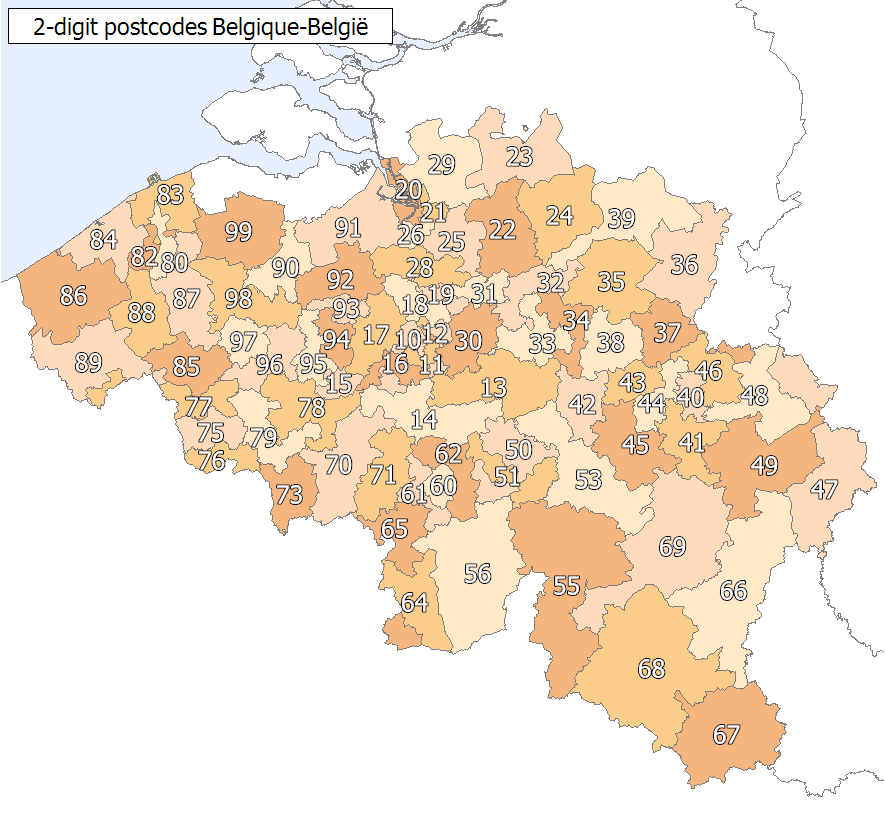
Carte de la Belgique avec les deux premiers chiffres du code postal.

## 1000–1299:Région de Bruxelles-Capitale
- 1000	Bruxelles (Brussel)
- 1005 Bruxelles
  - Assemblée réunie de la Commission communautaire commune
  - Parlement de la Région de Bruxelles-Capitale
- 1006	Conseil de la Commission communautaire flamande
- 1007	Parlement francophone bruxellois
- 1008	Chambre des représentants
- 1009	Sénat de Belgique
- 1010	Cité administrative de l'État
- 1011	Parlement flamand
- 1012	Parlement de la Communauté française
- 1020	Laeken (Laken)
- 1030
  - Schaerbeek (Schaarbeek)
  - Bruxelles (rue Stephenson)
- 1031	Organisations sociales chrétiennes
- 1033 RTL-TVI (télévision privée francophone)
- 1035 Ministère de la Région de Bruxelles-Capitale
- 1040
  - Etterbeek
  - Bruxelles (extension est)
- 1041	International Press Center
- 1043	Vlaamse Radio- en Televisieomroep (VRT, télévision publique flamande)
- 1044	Radio-télévision belge de la Communauté française (RTBF, télévision publique francophone)
- 1045	Direction d'Immatriculation des Véhicules (DIV)
- 1046	Service Européen pour l'action extérieure (SEAE/EEAS European External Action Service)
- 1047	Parlement européen
- 1048	Conseil de l'Union européenne
- 1049	Commission européenne
- 1050
  - Ixelles (Elsene)
  - Bruxelles (avenue Louise)
  - Saint-Gilles (goulet de l'avenue Louise)
- 1060	Saint-Gilles (Sint-Gillis)
- 1070	Anderlecht
- 1080	Molenbeek-Saint-Jean (Sint-Jans-Molenbeek)
- 1081	Koekelberg
- 1082	Berchem-Sainte-Agathe (Sint-Agatha-Berchem)
- 1083	Ganshoren
- 1090	Jette
- 1100	Chèques postaux
- 1105	Service social de la Poste (SOC)
- 1110	Organisation du traité de l'Atlantique nord (OTAN)
- 1120	Neder-Over-Heembeek
- 1130	Haren
- 1140	Evere
- 1150	Woluwe-Saint-Pierre (Sint-Pieters-Woluwe)
- 1160	Auderghem (Oudergem)
- 1170	Watermael-Boitsfort (Watermaal-Bosvoorde)
- 1180	Uccle (Ukkel)
- 1190	Forest (Vorst)
- 1200	Woluwe-Saint-Lambert (Sint-Lambrechts-Woluwe)
- 1210	Saint-Josse-ten-Noode (Sint-Joost-ten-Node)
- 1212 Service public fédéral Mobilité et Transports

## 1300–1499:Province du Brabant wallon
- 1300
  - Limal
  - Wavre
- 1301 Bierges
- 1310 La Hulpe
- 1315
  - Glimes
  - Incourt
  - Opprebais
  - Piétrebais
  - Roux-Miroir
- 1320
  - Beauvechain
  - Hamme-Mille
  - L'Écluse
  - Nodebais
  - Tourinnes-la-Grosse
- 1325
  - Bonlez
  - Chaumont-Gistoux
  - Corroy-le-Grand
  - Dion-Valmont
  - Longueville
- 1330 Rixensart
- 1331 Rosières
- 1332 Genval
- 1340 Ottignies-Louvain-la-Neuve
  - Ottignies
- 1341 Céroux-Mousty
- 1342 Limelette
- 1348 Louvain-la-Neuve
- 1350 Orp-Jauche
  - Énines
  - Folx-les-Caves
  - Jandrain-Jandrenouille
  - Jauche
  - Marilles
  - Noduwez
  - Orp-le-Grand
- 1357 Hélécine
  - Linsmeau
  - Neerheylissem
  - Opheylissem
- 1360
  - Malèves-Sainte-Marie-Wastines
  - Orbais
  - Perwez
  - Thorembais-les-Béguines
  - Thorembais-Saint-Trond
- 1367
  - Autre-Église
  - Gérompont
    - Bomal
    - Geest-Gérompont-Petit-Rosière
    - Mont-Saint-André

  - Grand-Rosière-Hottomont
  - Huppaye
  - Ramillies
- 1370
  - Dongelberg
  - Jauchelette
  - Jodoigne
  - Jodoigne-Souveraine
  - Lathuy
  - Mélin
  - Piétrain
  - Saint-Jean-Geest
  - Saint-Remy-Geest
  - Zétrud-Lumay
- 1380 Lasne
  - Couture-Saint-Germain
  - Lasne-Chapelle-Saint-Lambert
  - Maransart
  - Ohain
  - Plancenoit
- 1390
  - Archennes
  - Biez
  - Bossut-Gottechain
  - Grez-Doiceau
  - Nethen
- 1400
  - Monstreux
  - Nivelles
- 1401 Baulers
- 1402 Thines
- 1404 Bornival
- 1410 Waterloo
- 1414 (Promo-Control)
- 1420 Braine-l'Alleud
- 1421 Ophain-Bois-Seigneur-Isaac
- 1428 Lillois-Witterzée
- 1430 Rebecq
  - Bierghes
  - Quenast
  - Rebecq-Rognon
- 1435
  - Corbais
  - Hévillers
  - Mont-Saint-Guibert
- 1440
  - Braine-le-Château
  - Wauthier-Braine
- 1450 Chastre
  - Chastre-Villeroux-Blanmont
  - Cortil-Noirmont
  - Gentinnes
  - Saint-Géry
- 1457 Walhain
  - Nil-Saint-Vincent-Saint-Martin
  - Tourinnes-Saint-Lambert
  - Walhain-Saint-Paul
- 1460
  - Ittre
  - Virginal-Samme
- 1461 Haut-Ittre
- 1470
  - Baisy-Thy
  - Bousval
  - Genappe
- 1471	Loupoigne
- 1472	Vieux-Genappe
- 1473	Glabais
- 1474	Ways
- 1476	Houtain-le-Val
- 1480
  - Clabecq
  - Oisquercq
  - Saintes
  - Tubize
- 1490	Court-Saint-Étienne
- 1495
  - Marbais
  - Mellery
  - Sart-Dames-Avelines
  - Tilly
  - Villers-la-Ville

## 1500–1999:Province du Brabant flamand(arrondissement de Hal-Vilvorde, sauf Overijse)
- 1500	Hal (Halle)
- 1501	Buizingen
- 1502	Lembeek
- 1540
  - Herfelingen
  - Hérinnes (Herne)
- 1541	Saint-Pierre-Capelle (Sint-Pieters-Kapelle)
- 1547
  - Biévène (Bever)
- 1560	Hoeilaart
- 1570
  - Gammerages (Galmaarden)
  - Tollembeek
  - Vollezele
- 1600
  - Oudenaken
  - Sint-Laureins-Berchem
  - Leeuw-Saint-Pierre (Sint-Pieters-Leeuw)
- 1601	Ruisbroek
- 1602	Vlezenbeek
- 1620	Drogenbos
- 1630	Linkebeek
- 1640
  - Rhode-Saint-Genèse (Sint-Genesius-Rode)
- 1650	Beersel
- 1651	Lot
- 1652	Alsemberg
- 1653	Tourneppe (Dworp)
- 1654	Huizingen
- 1670
  - Bogaarden
  - Haute-Croix (Heikruis)
  - Pepingen
- 1671	Elingen
- 1673	Brages
- 1674	Bellingen
- 1700
  - Dilbeek
  - Bodeghem-Saint-Martin (Sint-Martens-Bodegem)
  - Chapelle-Saint-Ulric
- 1701	Itterbeek
- 1702	Grand-Bigard (Groot-Bijgaarden)
- 1703	Schepdaal
- 1730
  - Asse
  - Bekkerzeel
  - Kobbeghem (Kobbegem)
  - Mollem
- 1731
  - Releghem (Relegem)
  - Zellik
- 1740	Ternat
- 1741	Wambeek
- 1742	Lombeek-Sainte-Catherine (Sint-Katherina-Lombeek)
- 1745
  - Mazenzele
- 1745
  - Opwijk
- 1750
  - Gaasbeek
  - Lennik
  - Sint-Kwintens-Lennik
  - Sint-Martens-Lennik
- 1755
  - Gooik
  - Kester
  - Leerbeek
  - Oetingen
- 1760
  - Lombeek-Notre-Dame (Onze-Lieve-Vrouw-Lombeek)
  - Pamel
  - Roosdaal
  - Strijtem
- 1761	Borchtlombeek
- 1770	Liedekerke
- 1780	Wemmel
- 1785
  - Brussegem
  - Hamme
  - Merchtem
- 1790
  - Affligem
  - Essene
  - Hekelgem
  - Teralfene
- 1800
  - Peutie
  - Vilvorde (Vilvoorde)
- 1804	Cargovil
- 1818	Vlaamse Televisie Maatschappij (VTM, télévision privée flamande)
- 1820
  - Melsbroek
  - Perk
  - Steenokkerzeel
- 1830	Machelen
- 1831	Diegem
- 1840
  - Londerzeel
  - Malderen
  - Steenhuffel
- 1850	Grimbergen
- 1851	Humbeek
- 1852	Beigem
- 1853	Strombeek-Bever
- 1860	Meise
- 1861	Wolvertem
- 1880
  - Capelle-au-Bois
  - Nieuwenrode
  - Ramsdonk
- 1910
  - Berg
  - Buken
  - Kampenhout
  - Nederokkerzeel
- 1930
  - Nossegem
  - Zaventem
- 1931	Brucargo
- 1932	Woluwe-Saint-Étienne (Sint-Stevens-Woluwe)
- 1933	Sterrebeek
- 1934 Bruxelles X-Aéroport Remailing
- 1935 Corporate Village
- 1950	Kraainem
- 1970	Wezembeek-Oppem
- 1980
  - Eppegem
  - Zemst
- 1981	Hofstade
- 1982
  - Elewijt
  - Weerde

## 2000–2999:Province d'Anvers
- 2000 Anvers 1 (Antwerpen)
- 2018 Anvers 7
- 2020 Anvers 2
- 2030 Anvers 3
- 2040 Anvers 4 
  - Berendrecht
  - Zandvliet
  - Lillo
- 2050 Anvers 5
- 2060 Anvers 6
- 2070
  - Burcht
  - Zwijndrecht
- 2100 Deurne
- 2110 Wijnegem
- 2140 Borgerhout
- 2150 Borsbeek
- 2160 Wommelghem
- 2170 Merksem
- 2180 Ekeren
- 2200
  - Herentals
  - Morkhoven
  - Noorderwijk
- 2220
  - Hallaer (Hallaar)
  - Heist-op-den-Berg
- 2221 Booischot
- 2222
  - Iteghem (Itegem)
  - Wiekevorst
- 2223 Schriek
- 2230
  - Herselt
  - Ramsel
- 2235
  - Houtvenne
  - Hulshout
  - Westmeerbeek
- 2240
  - Massenhoven
  - Viersel
  - Zandhoven
- 2242 Pulderbos
- 2243 Pulle
- 2250 Olen
- 2260
  - Oevel
  - Tongerlo
  - Westerlo
  - Zoerle-Parwijs
- 2270 Herenthout
- 2275
  - Gierle
  - Lille
  - Poederlee
  - Wechelderzande
- 2280 Grobbendonk
- 2288 Bouwel
- 2290 Vorselaar
- 2300 Turnhout
- 2310 Rijkevorsel
- 2320 Hoogstraten
- 2321 Meer
- 2322 Minderhout
- 2323 Wortel
- 2328 Meerle
- 2330 Merksplas
- 2340
  - Beerse
  - Vlimmeren
- 2350 Vosselaar
- 2360 Vieux-Turnhout (Oud-Turnhout)
- 2370 Arendonk
- 2380 Ravels
- 2381 Weelde
- 2382 Poppel
- 2387 Baerle-Duc (Baarle-Hertog)
- 2390 Malle
  - Oostmalle
  - Westmalle
- 2400 Mol
- 2430
  - Eindhout
  - Laakdal
  - Vorst
- 2431
  - Varendonk
  - Veerle
- 2440 Geel
- 2450 Meerhout
- 2460
  - Kasterlee
  - Lichtaert (Lichtaart)
  - Tielen
- 2470 Retie
- 2480 Dessel
- 2490 Balen
- 2491 Olmen
- 2500
  - Koningshooikt
  - Lierre (Lier)
- 2520
  - Broechem
  - Emblem
  - Oeleghem (Oelegem)
  - Ranst
- 2530 Boechout
- 2531 Vremde
- 2540 Hove
- 2547 Lint
- 2550
  - Kontich
  - Waerloos (Waarloos)
- 2560
  - Bevel
  - Kessel
  - Nijlen
- 2570 Duffel
- 2580
  - Beerzel
  - Putte
- 2590
  - Berlaar
  - Gestel
- 2600 Berchem
- 2610 Wilrijk
- 2620 Hemiksem
- 2627 Schelle
- 2630 Aartselaar
- 2640 Mortsel
- 2650 Edegem
- 2660 Hoboken
- 2800
  - Malines (Mechelen)
  - Walem
- 2801 Heffen
- 2811
  - Hombeek
  - Leest
- 2812 Muizen
- 2820
  - Bonheiden
  - Rijmenam
- 2830
  - Blaasveld
  - Heindonk
  - Tisselt
  - Willebroek
- 2840
  - Reet
  - Rumst
  - Terhagen
- 2845 Niel
- 2850 Boom
- 2860 Wavre-Sainte-Catherine (Sint-Katelijne-Waver)
- 2861 Wavre-Notre-Dame (Onze-Lieve-Vrouw-Waver)
- 2870
  - Breendonk
  - Liezele
  - Puurs
  - Ruisbroek
- 2880
  - Bornem
  - Hingene
  - Mariekerke
  - Weert
- 2890
  - Lippelo
  - Oppuurs
  - Saint-Amand (Sint-Amands)
- 2900 Schoten
- 2910 Essen
- 2920 Kalmthout
- 2930 Brasschaat
- 2940
  - Hoevenen
  - Stabroek
- 2950 Kapellen
- 2960
  - Brecht
  - Sint-Job-in-'t-Goor
  - Saint-Léonard (Sint-Lenaarts)
- 2970
  - 's-Gravenwezel
  - Schilde
- 2980
  - Halle
  - Zoersel
- 2990
  - Loenhout
  - Wuustwezel

## 3000–3499:Province du Brabant flamand(arrondissement de Louvain, plus Overijse)
- 3000 Louvain (Leuven)
- 3001 Heverlee
- 3010 Kessel-Lo
- 3012 Wilsele
- 3018 Wijgmaal
- 3020
  - Herent
  - Veltem-Beisem
  - Winksele
- 3040
  - Huldenberg
  - Loonbeek
  - Neerijse
  - Ottenburg
  - Rhode-Sainte-Agathe (Sint-Agatha-Rode)
- 3050 Oud-Heverlee
- 3051 Sint-Joris-Weert
- 3052 Blanden
- 3053 Haasrode
- 3054 Vaalbeek
- 3060
  - Bertem
  - Korbeek-Dijle
- 3061 Leefdaal
- 3070 Kortenberg
- 3071 Erps-Kwerps
- 3078
  - Everberg
  - Meerbeek
- 3080
  - Duisburg
  - Tervuren
  - Vossem
- 3090 Overijse
- 3110 Rotselaar
- 3111 Wezemaal
- 3118 Werchter
- 3120 Tremelo
- 3128 Baal
- 3130
  - Begijnendijk
  - Betekom
- 3140 Keerbergen
- 3150
  - Haacht
  - Tildonk
  - Wespelaar
- 3190 Boortmeerbeek
- 3191 Hever
- 3200
  - Aarschot
  - Gelrode
- 3201 Langdorp
- 3202 Rillaar
- 3210
  - Linden
  - Lubbeek
- 3211 Binkom
- 3212 Pellenberg
- 3220
  - Holsbeek
  - Courtrai-Dutsel (Kortrijk-Dutsel)
  - Rhode-Saint-Pierre (Sint-Pieters-Rode)
- 3221 Nieuwrode
- 3270 Montaigu-Zichem (Scherpenheuvel-Zichem)
  - Montaigu (Scherpenheuvel)
- 3271
  - Averbode
  - Zichem
- 3272
  - Messelbroek
  - Testelt
- 3290
  - Deurne
  - Diest
  - Schaffen
  - Webbekom
- 3293 Kaggevinne
- 3294 Molenstede
- 3300
  - Bost
  - Gossoncourt (Goetsenhoven)
  - Hakendover
  - Kumtich
  - Oorbeek
  - Oplinter
  - Hautem-Sainte-Marguerite (Sint-Margriete-Houtem)
  - Tirlemont (Tienen)
  - Vissenaken
- 3320
  - Hoegaarden
  - Meldert
- 3321 Outgaarden
- 3350 Linter
  - Drieslinter
  - Melkwezer
  - Neerhespen
  - Neerlinter
  - Orsmaal-Gussenhoven
  - Overhespen
  - Wommersom
- 3360
  - Bierbeek
  - Korbeek-Lo
  - Lovenjoel
  - Opvelp
- 3370
  - Boutersem
  - Kerkom
  - Neervelp
  - Roosbeek
  - Vertrijk
  - Willebringen
- 3380
  - Bunsbeek
  - Glabbeek-Zuurbemde
- 3381 Kapellen
- 3384 Attenrode
- 3390 Tielt-Winge
  - Houwaart
  - Winghe-Saint-Georges (Sint-Joris-Winge)
  - Tielt
- 3391 Meensel-Kiezegem
- 3400
  - Eliksem
  - Ezemaal
  - Laar
  - Landen
  - Neerwinden
  - Overwinden
  - Rumsdorp
  - Wange
- 3401
  - Wamont (Waasmont)
  - Walsbets
  - Houtain-l'Évêque (Walshoutem)
  - Vesdrin
- 3404
  - Attenhoven
  - Neerlanden
- 3440
  - Budingen
  - Dormaal
  - Halle-Booienhoven
  - Helen-Bos
  - Léau (Zoutleeuw)
- 3450
  - Geetbets
  - Grazen
- 3454 Rummen
- 3460
  - Assent
  - Bekkevoort
- 3461	Molenbeek-Wersbeek
- 3470
  - Kortenaken
  - Ransberg
- 3471	Hoeleden
- 3472	Kersbeek-Miskom
- 3473	Waanrode

## 3500–3999:Province de Limbourg
- 3500
  - Hasselt
  - Herck-Saint-Lambert (Sint-Lambrechts-Herk)
- 3501	Wimmertingen
- 3510
  - Kermt
  - Spalbeek
- 3511
  - Kuringen
  - Stokrooie
- 3512 Stevoort
- 3520 Zonhoven
- 3530 Houthalen-Helchteren
  - Helchteren
  - Houthalen
- 3540
  - Berbroek
  - Donk
  - Herck-la-Ville (Herk-de-Stad)
  - Schulen
- 3545
  - Halen
  - Loksbergen
  - Zelem
- 3550 Heusden-Zolder
  - Heusden
  - Zolder
- 3560
  - Linkhout
  - Lummen
  - Meldert
- 3570 Alken
- 3580 Beringen
- 3581 Beverlo
- 3582 Coursel
- 3583 Paal
- 3590 Diepenbeek
- 3600 Genk
- 3620
  - Gellik
  - Lanaken
  - Neerharen
  - Veldwezelt
- 3621 Rekem
- 3630 Maasmechelen
  - Eisden
  - Leut
  - Mechelen-aan-de-Maas
  - Meeswijk
  - Opgrimbie
  - Vucht
- 3631
  - Boorsem
  - Uikhoven
- 3640
  - Kessenich
  - Kinrooi
  - Molenbeersel
  - Ophoven
- 3650 Dilsen-Stokkem
  - Dilsen
  - Elen
  - Lanklaar
  - Rotem
  - Stokkem
- 3660 Opglabbeek
- 3665 As
- 3668 Niel-bij-As
- 3670 Meeuwen-Gruitrode
  - Ellikom
  - Gruitrode
  - Meeuwen
  - Neerglabbeek
  - Wijshagen
- 3680
  - Maaseik
  - Neeroeteren
  - Opoeteren
- 3690 Zutendaal
- 3700
  - 's Herenelderen
  - Berg
  - Frères (Vreren)
  - Henis
  - Heure-le-Tixhe (Diets-Heur)
  - Koninksem
  - Lauw
  - Mal
  - Neerrepen
  - Nerem
  - Overrepen (quelques années sous le nom de Kolmont, fusion annulée)
  - Piringen (quelques années sous le nom de Haren, fusion annulée)
  - Riksingen
  - Russon (Rutten)
  - Sluse (Sluizen)
  - Tongres (Tongeren)
  - Widooie (quelques années sous le nom de Haren, fusion annulée)
- 3717 Herstappe
- 3720 Kortessem
- 3721 Vliermaalroot
- 3722 Wintershoven
- 3723 Guigoven
- 3724 Vliermaal
- 3730
  - Hoeselt
  - Romershoven
  - Sint-Huibrechts-Hern
  - Werm
- 3732 Schalkhoven
- 3740
  - Beverst
  - Bilzen
  - Eigenbilzen
  - Grote-Spouwen
  - Hees
  - Kleine-Spouwen
  - Mopertingen
  - Munsterbilzen
  - Rijkhoven
  - Rosmeer
  - Spouwen
  - Waltwilder
- 3742 Martenslinde
- 3746 Hoelbeek
- 3770
  - Flétange
  - Genoelselderen
  - Herderen
  - Kanne
  - Membruggen
  - Millen
  - Riemst
  - Val-Meer
  - Vroenhoven
  - Zichen-Zussen-Bolder
- 3790 Fourons (Voeren)
  - Mouland (Moelingen)
  - Fouron-Saint-Martin (Sint-Martens-Voeren)
- 3791 Rémersdael (Remersdaal)
- 3792 Fouron-Saint-Pierre (Sint-Pieters-Voeren)
- 3793 Teuven
- 3798 Fouron-le-Comte (’s Gravenvoeren)
- 3800
  - Alost (Aalst)
  - Brustem
  - Engelmanshoven
  - Gelinden
  - Grande-Jamine (Groot-Gelmen)
  - Halmaal
  - Kerckom-lez-Saint-Trond (Kerkom-bij-Sint-Truiden)
  - Ordingen
  - Saint-Trond (Sint-Truiden)
  - Zepperen
- 3803
  - Duras
  - Gorsem
  - Runkelen
  - Wilderen
- 3806 Velm
- 3830
  - Berlingen
  - Wellen
- 3831 Herten
- 3832 Ulbeek
- 3840
  - Bommershoven (quelques années sous le nom de Haren, fusion annulée)
  - Broekom
  - Gors-Opleeuw
  - Gotem
  - Groot-Loon
  - Haren (hameau de Bommershoven, brièvement centre de fusion puis annulé)
  - Hendrieken
  - Hoepertingen
  - Jesseren  (quelques années sous le nom de Kolmont, fusion annulée)
  - Kerniel
  - Kuttekoven
  - Looz (Borgloon)
  - Ryckel (Rijkel)
  - Voort
- 3850
  - Binderveld
  - Kozen
  - Nieuwerkerken
  - Wijer
- 3870
  - Batsheers
  - Bovelingen
    - Marlinne (Mechelen-Bovelingen)
    - Rukkelingen-Loon

  - Fologne (Veulen)
  - Gutschoven
  - Heers
  - Heks
  - Horpmaal
  - Mettekoven
  - Opheers
  - Petite-Jamine (Klein-Gelmen)
  - Vechmaal
- 3890
  - Boekhout
  - Cortis (Kortijs)
  - Fresin (Vorsen)
  - Gingelom
  - Jeuk
  - Montenaken
  - Niel-bij-Sint-Truiden
- 3891
  - Borlo
  - Buvingen
  - Mielen-boven-Aalst
  - Muizen
- 3900 Overpelt
- 3910
  - Neerpelt
  - Lille-Saint-Hubert
- 3920 Lommel
- 3930 Hamont-Achel
  -     - Achel
    - Hamont
- 3940 Hechtel-Eksel
  - Hechtel
- 3941 Eksel
- 3945 Ham
  - Kwaadmechelen
  - Oostham
- 3950
  - Bocholt
  - Kaulille
  - Reppel
- 3960
  - Beek
  - Brée (Bree)
  - Gerdingen
  - Opitter
  - Tongerlo
- 3970 Bourg-Léopold (Leopoldsburg)
- 3971 Heppen
- 3980 Tessenderlo
- 3990
  - Grote-Brogel
  - Kleine-Brogel
  - Peer
  - Wijchmaal

## 4000–4999:Province de Liège
- 4000
  - Glain
  - Liège
  - Rocourt
- 4020
  - Bressoux
  - Jupille-sur-Meuse
  - Liège
  - Longdoz
  - Wandre
- 4030
  - Grivegnée
  - Liège
- 4031	Angleur
- 4032	Chênée
- 4040	Herstal
- 4041
  - Milmort
  - Vottem
- 4042 Liers
- 4050 Chaudfontaine
- 4051 Vaux-sous-Chèvremont
- 4052 Beaufays
- 4053 Embourg
- 4090 Forces belges en Allemagne (Belgische strijdkrachten in Duitsland)
- 4100
  - Boncelles
  - Seraing
- 4101 Jemeppe-sur-Meuse
- 4102 Ougrée
- 4120 Neupré
  - Éhein
  - Rotheux-Rimière
- 4121 Neuville-en-Condroz
- 4122 Plainevaux
- 4130
  - Esneux
  - Tilff
- 4140
  - Dolembreux
  - Gomzé-Andoumont
  - Rouvreux
  - Sprimont
- 4141 Louveigné
- 4160 Anthisnes
- 4161 Villers-aux-Tours
- 4162 Hody
- 4163 Tavier
- 4170 Comblain-au-Pont
- 4171 Poulseur
- 4180
  - Comblain-Fairon
  - Comblain-la-Tour
  - Hamoir
- 4181 Filot
- 4190
  - Ferrières
  - My
  - Vieuxville
  - Werbomont
  - Xhoris
- 4210
  - Burdinne
  - Hannêche
  - Lamontzée
  - Marneffe
  - Oteppe
- 4217
  - Héron
  - Lavoir
  - Waret-l'Évêque
- 4218 Couthuin
- 4219
  - Acosse
  - Ambresin
  - Meeffe
  - Wasseiges
- 4250
  - Boëlhe
  - Geer
  - Hollogne-sur-Geer
  - Lens-Saint-Servais
- 4252 Omal
- 4253 Darion
- 4254 Ligney
- 4257
  - Berloz
  - Corswarem
  - Rosoux-Crenwick
- 4260
  - Avennes
  - Braives
  - Ciplet
  - Fallais
  - Fumal
  - Ville-en-Hesbaye
- 4261	Latinne
- 4263	Tourinne
- 4280 Hannut
  - Abolens
  - Avernas-le-Bauduin
  - Avin
  - Bertrée
  - Blehen
  - Cras-Avernas
  - Crehen
  - Grand-Hallet
  - Lens-Saint-Remy
  - Merdorp
  - Moxhe
  - Petit-Hallet
  - Poucet
  - Thisnes
  - Trognée
  - Villers-le-Peuplier
  - Wansin
- 4287
  - Lincent
  - Pellaines
  - Racour
- 4300 Waremme
  - Bettincourt
  - Bleret
  - Bovenistier
  - Grand-Axhe
  - Lantremange
  - Oleye
- 4317 Faimes
  - Aineffe
  - Borlez
  - Celles
  - Les Waleffes
  - Viemme
- 4340
  - Awans
  - Fooz
  - Othée
  - Villers-l'Évêque
- 4342 Hognoul
- 4347 Fexhe-le-Haut-Clocher
  - Freloux
  - Noville
  - Roloux
  - Voroux-Goreux
- 4350 Remicourt
  - Lamine
  - Momalle
  - Pousset
- 4351	Hodeige
- 4357 Donceel
  - Haneffe
  - Jeneffe
  - Limont
- 4360 Oreye
  - Bergilers
  - Grandville
  - Lens-sur-Geer
  - Otrange
- 4367
  - Crisnée
  - Fize-le-Marsal
  - Kemexhe
  - Odeur
  - Thys
- 4400 Flémalle
  - Awirs
  - Chokier
  - Flémalle-Grande
  - Flémalle-Haute
  - Gleixhe
  - Ivoz-Ramet
  - Mons-lez-Liège
- 4420
  - Montegnée
  - Saint-Nicolas
  - Tilleur
- 4430 Ans
- 4431 Loncin
- 4432
  - Alleur
  - Xhendremael
- 4450
  - Juprelle
  - Lantin
  - Slins
- 4451 Voroux-lez-Liers
- 4452
  - Paifve
  - Wihogne
- 4453 Villers-Saint-Siméon
- 4458 Fexhe-Slins
- 4460 Grâce-Hollogne
  - Bierset
  - Grâce-Berleur
  - Hollogne-aux-Pierres
  - Horion-Hozémont
  - Velroux
- 4470	Saint-Georges-sur-Meuse
- 4480
  - Clermont-sous-Huy
  - Engis
  - Hermalle-sous-Huy
- 4500 Huy (Hoei)
  - Ben-Ahin
  - Tihange
- 4520
  - Antheit
  - Bas-Oha
  - Huccorgne
  - Moha
  - Vinalmont
  - Wanze
- 4530
  - Fize-Fontaine
  - Vaux-et-Borset
  - Vieux-Waleffe
  - Villers-le-Bouillet
  - Warnant-Dreye
- 4537
  - Bodegnée
  - Chapon-Seraing
  - Seraing-le-Château
  - Verlaine
- 4540
  - Amay
  - Ampsin
  - Flône
  - Jehay
  - Ombret
- 4550
  - Nandrin
  - Saint-Séverin-en-Condroz
  - Villers-le-Temple
  - Yernée-Fraineux
- 4557 Tinlot
  - Abée
  - Fraiture
  - Ramelot
  - Seny
  - Soheit-Tinlot
- 4560
  - Bois-et-Borsu
  - Clavier
  - Les Avins
  - Ocquier
  - Pailhe
  - Terwagne
- 4570
  - Marchin
  - Vyle-et-Tharoul
- 4577
  - Modave
  - Outrelouxhe
  - Strée-lez-Huy
  - Vierset-Barse
- 4590
  - Ellemelle
  - Ouffet
  - Warzée
- 4600
  - Lanaye
  - Lixhe
  - Richelle
  - Visé (Wezet)
- 4601 Argenteau
- 4602 Cheratte
- 4606 Saint-André
- 4607
  - Berneau
  - Bombaye
  - Dalhem
  - Feneur
  - Mortroux
- 4608
  - Neufchâteau
  - Warsage
- 4610
  - Bellaire
  - Beyne-Heusay
  - Queue-du-Bois
- 4620 Fléron
- 4621 Retinne
- 4623 Magnée
- 4624 Romsée
- 4630
  - Ayeneux
  - Micheroux
  - Soumagne
  - Tignée
- 4631 Évegnée
- 4632 Cerexhe-Heuseux
- 4633 Melen
- 4650
  - Chaineux
  - Grand-Rechain
  - Herve
  - Julémont
- 4651 Battice
- 4652 Xhendelesse
- 4653 Bolland
- 4654 Charneux
- 4670 Blegny
  - Mortier
  - Trembleur
- 4671
  - Barchon
  - Housse
  - Saive
- 4672 Saint-Remy
- 4680
  - Hermée
  - Oupeye
- 4681 Hermalle-sous-Argenteau
- 4682
  - Heure-le-Romain
  - Houtain-Saint-Siméon
- 4683 Vivegnis
- 4684 Haccourt
- 4690
  - Bassenge
  - Boirs
  - Ében-Émael
  - Glons
  - Roclenge-sur-Geer
  - Wonck
- 4700
  - Eupen
- 4701 Kettenis
- 4710 Lontzen
- 4711 Walhorn
- 4720 La Calamine (Kelmis)
- 4721 Neu-Moresnet
- 4728 Hergenrath
- 4730
  - Hauset
  - Raeren
- 4731 Eynatten
- 4750
  - Butgenbach (Bütgenbach)
  - Elsenborn
- 4760 Bullange (Büllingen)
  - Manderfeld
- 4761 Rocherath
- 4770
  - Amblève (Amel)
  - Meyerode
- 4771 Heppenbach
- 4780
  - Recht
  - Saint-Vith (Sankt Vith)
- 4782 Schoenberg (Schönberg)
- 4783 Lommersweiler
- 4784 Crombach
- 4790 Burg-Reuland
  - Reuland
- 4791 Thommen
- 4800
  - Ensival
  - Lambermont
  - Petit-Rechain
  - Verviers
- 4801 Stembert
- 4802 Heusy
- 4820 Dison
- 4821 Andrimont
- 4830 Limbourg
- 4831 Bilstain
- 4834 Goé
- 4837
  - Baelen
  - Membach
- 4840 Welkenraedt
- 4841 Henri-Chapelle
- 4845
  - Jalhay
  - Sart-lez-Spa
- 4850
  - Montzen
  - Moresnet
  - Plombières
- 4851
  - Gemmenich
  - Sippenaeken
- 4852 Hombourg
- 4860
  - Cornesse
  - Pepinster
  - Wegnez
- 4861 Soiron
- 4870
  - Forêt
  - Fraipont
  - Nessonvaux
  - Trooz
- 4877 Olne
- 4880 Aubel
- 4890 Thimister-Clermont
  - Clermont
  - Thimister
- 4900
  - Spa
- 4910
  - La Reid
  - Polleur
  - Theux
- 4920
  - Aywaille
  - Ernonheid
  - Harzé
  - Sougné-Remouchamps
- 4950
  - Faymonville
  - Robertville
  - Sourbrodt
  - Waimes (Weismes)
- 4960
  - Bellevaux-Ligneuville
  - Bévercé
  - Malmedy
- 4970
  - Francorchamps
  - Stavelot
- 4980 Trois-Ponts
  - Fosse
  - Wanne
- 4983 Basse-Bodeux
- 4987
  - Chevron
  - La Gleize
  - Lorcé
  - Rahier
  - Stoumont
- 4990
  - Arbrefontaine
  - Bra
  - Lierneux

## 5000–5680:Province de Namur
- 5000 Namur
  - Beez
  - Namur
- 5001 Belgrade
- 5002 Saint-Servais
- 5003 Saint-Marc
- 5004 Bouge
- 5012 Parlement Wallon
- 5020
  - Champion
  - Daussoulx
  - Flawinne
  - Malonne
  - Suarlée
  - Temploux
  - Vedrin
- 5021 Boninne
- 5022 Cognelée
- 5024
  - Gelbressée
  - Marche-les-Dames
- 5030 Gembloux
  - Beuzet
  - Ernage
  - Gembloux
  - Grand-Manil
  - Lonzée
  - Sauvenière
- 5031 Grand-Leez
- 5032
  - Bossière
  - Bothey
  - Corroy-le-Château
  - Isnes
  - Mazy
- 5060 Sambreville
  - Arsimont
  - Auvelais
  - Falisolle
  - Moignelée
  - Sambreville
  - Tamines
  - Velaine-sur-Sambre
- 5070 Fosses-la-Ville
  - Aisemont
  - Fosses-la-Ville
  - Le Roux
  - Sart-Eustache
  - Sart-Saint-Laurent
  - Vitrival
- 5080 La Bruyère
  - Émines
  - La Bruyère
  - Rhisnes
  - Villers-lez-Heest
  - Warisoulx
- 5081
  - Bovesse
  - Meux
  - Saint-Denis-Bovesse
- 5100
  - Dave
  - Jambes
  - Naninne
  - Wépion
  - Wierde
- 5101
  - Erpent
  - Lives-sur-Meuse
  - Loyers
- 5140
  - Boignée
  - Ligny
  - Sombreffe
  - Tongrinne
- 5150
  - Floreffe
  - Floriffoux
  - Franière
  - Soye
- 5170
  - Arbre
  - Bois-de-Villers
  - Lesve
  - Lustin
  - Profondeville
  - Rivière
- 5190 Jemeppe-sur-Sambre
  - Balâtre
  - Ham-sur-Sambre
  - Jemeppe-sur-Sambre
  - Mornimont
  - Moustier-sur-Sambre
  - Onoz
  - Saint-Martin
  - Spy
- 5300 Andenne
  - Andenne
  - Bonneville
  - Coutisse
  - Landenne
  - Maizeret
  - Namêche
  - Sclayn
  - Seilles
  - Thon
  - Vezin
- 5310 Éghezée
  - Aische-en-Refail
  - Bolinne
  - Boneffe
  - Branchon
  - Dhuy
  - Éghezée
  - Hanret
  - Leuze
  - Liernu
  - Longchamps
  - Mehaigne
  - Noville-sur-Mehaigne
  - Saint-Germain
  - Taviers
  - Upigny
  - Waret-la-Chaussée
- 5330 Assesse
  - Assesse
  - Maillen
  - Sart-Bernard
- 5332 Crupet
- 5333 Sorinne-la-Longue
- 5334 Florée
- 5336 Courrière
- 5340
  - Faulx-les-Tombes
  - Gesves
  - Haltinne
  - Mozet
  - Sorée
- 5350
  - Évelette
  - Ohey
- 5351 Haillot
- 5352 Perwez-Haillot
- 5353 Goesnes
- 5354 Jallet
- 5360
  - Hamois
  - Natoye
- 5361
  - Mohiville
  - Scy
- 5362 Achet
- 5363 Emptinne
- 5364 Schaltin
- 5370
  - Barvaux-Condroz
  - Flostoy
  - Havelange
  - Jeneffe
  - Porcheresse
  - Verlée
- 5372 Méan
- 5374 Maffe
- 5376 Miécret
- 5377
  - Baillonville
  - Bonsin
  - Heure
  - Hogne
  - Nettinne
  - Noiseux
  - Sinsin
  - Somme-Leuze
  - Waillet
- 5380
  - Bierwart
  - Cortil-Wodon
  - Fernelmont
  - Forville
  - Franc-Waret
  - Hemptinne
  - Hingeon
  - Marchovelette
  - Noville-les-Bois
  - Pontillas
  - Tillier
- 5500
  - Anseremme
  - Bouvignes-sur-Meuse
  - Dinant
  - Dréhance
  - Falmagne
  - Falmignoul
  - Furfooz
- 5501 Lisogne
- 5502 Thynes
- 5503 Sorinnes
- 5504 Foy-Notre-Dame
- 5520
  - Anthée
  - Onhaye
- 5521 Serville
- 5522 Falaën
- 5523
  - Sommière
  - Weillen
- 5524 Gerin
- 5530
  - Dorinne
  - Durnal
  - Évrehailles
  - Godinne
  - Houx
  - Mont
  - Purnode
  - Spontin
  - Yvoir
- 5537
  - Anhée
  - Annevoie-Rouillon
  - Bioul
  - Denée
  - Haut-le-Wastia
  - Sosoye
  - Warnant
- 5540 Hastière
  - Hastière-Lavaux
  - Hermeton-sur-Meuse
  - Waulsort
- 5541 Hastière-par-delà
- 5542 Blaimont
- 5543 Heer
- 5544 Agimont
- 5550
  - Alle
  - Bagimont
  - Bohan
  - Chairière
  - Laforêt
  - Membre
  - Mouzaive
  - Nafraiture
  - Orchimont
  - Pussemange
  - Sugny
  - Vresse-sur-Semois
- 5555
  - Baillamont
  - Bellefontaine
  - Bièvre
  - Cornimont
  - Graide
  - Gros-Fays
  - Monceau-en-Ardenne
  - Naomé
  - Oizy
  - Petit-Fays
- 5560
  - Ciergnon
  - Finnevaux
  - Houyet
  - Hulsonniaux
  - Mesnil-Église
  - Mesnil-Saint-Blaise
- 5561 Celles
- 5562 Custinne
- 5563 Hour
- 5564 Wanlin
- 5570
  - Baronville
  - Beauraing
  - Dion
  - Felenne
  - Feschaux
  - Honnay
  - Javingue
  - Vonêche
  - Wancennes
  - Winenne
- 5571 Wiesme
- 5572 Focant
- 5573 Martouzin-Neuville
- 5574 Pondrôme
- 5575
  - Bourseigne-Neuve
  - Bourseigne-Vieille
  - Gedinne
  - Houdremont
  - Louette-Saint-Denis
  - Louette-Saint-Pierre
  - Malvoisin
  - Patignies
  - Rienne
  - Sart-Custinne
  - Vencimont
  - Willerzie
- 5576 Froidfontaine
- 5580
  - Ave-et-Auffe
  - Buissonville
  - Eprave
  - Han-sur-Lesse
  - Jemelle
  - Lavaux-Sainte-Anne
  - Lessive
  - Mont-Gauthier
  - Rochefort
  - Villers-sur-Lesse
  - Wavreille
- 5590
  - Achêne
  - Braibant
  - Chevetogne
  - Ciney
  - Conneux
  - Haversin
  - Leignon
  - Pessoux
  - Serinchamps
  - Sovet
- 5600 Philippeville
  - Fagnolle
  - Franchimont
  - Jamagne
  - Jamiolle
  - Merlemont
  - Neuville
  - Omezée
  - Philippeville
  - Roly
  - Romedenne
  - Samart
  - Sart-en-Fagne
  - Sautour
  - Surice
  - Villers-en-Fagne
  - Villers-le-Gambon
  - Vodecée
- 5620 Florennes
  - Corenne
  - Flavion
  - Florennes
  - Hemptinne-lez-Florennes
  - Morville
  - Rosée
  - Saint-Aubin
- 5621 (Florennes)
  - Hanzinelle
  - Hanzinne
  - Morialmé
  - Thy-le-Bauduin
- 5630 Cerfontaine
  - Cerfontaine
  - Daussois
  - Senzeille
  - Silenrieux
  - Soumoy
  - Villers-Deux-Églises
- 5640 Mettet
  - Biesme
  - Biesmerée
  - Graux
  - Mettet
  - Oret
  - Saint-Gérard
- 5641 Furnaux (Mettet)
- 5644 Ermeton-sur-Biert (Mettet)
- 5646 Stave (Mettet)
- 5650 Walcourt
  - Castillon
  - Chastrès
  - Clermont
  - Fontenelle
  - Fraire
  - Pry
  - Vogenée
  - Walcourt
  - Yves-Gomezée
- 5651 (Walcourt)
  - Berzée
  - Gourdinne
  - Laneffe
  - Rognée
  - Somzée
  - Tarcienne
  - Thy-le-Château
- 5660 Couvin
  - Aublain
  - Boussu-en-Fagne
  - Brûly
  - Brûly-de-Pesche
  - Couvin
  - Cul-des-Sarts
  - Dailly
  - Frasnes
  - Gonrieux
  - Mariembourg
  - Pesche
  - Petigny
  - Petite-Chapelle
  - Presgaux
- 5670 Viroinval
  - Dourbes
  - Le Mesnil
  - Mazée
  - Nismes
  - Oignies-en-Thiérache
  - Olloy-sur-Viroin
  - Treignes
  - Vierves-sur-Viroin
- 5680 Doische
  - Doische
  - Gimnée
  - Gochenée
  - Matagne-la-Grande
  - Matagne-la-Petite
  - Niverlée
  - Romerée
  - Soulme
  - Vaucelles
  - Vodelée

## 6000–6599:Province de Hainaut(1)
- 6000 Charleroi
- 6001 Charleroi
  - Marcinelle
- 6010 Charleroi
  - Couillet
- 6020 Charleroi
  - Dampremy
- 6030 Charleroi
  - Goutroux
  - Marchienne-au-Pont
- 6031 Charleroi
  - Monceau-sur-Sambre
- 6032 Charleroi
  - Mont-sur-Marchienne
- 6040 Charleroi
  - Jumet
- 6041 Charleroi
  - Gosselies
- 6042 Charleroi
  - Lodelinsart
- 6043 Charleroi
  - Ransart
- 6044 Charleroi
  - Roux
- 6060 Charleroi
  - Gilly
- 6061 Charleroi
  - Montignies-sur-Sambre
- 6110 Montigny-le-Tilleul
- 6111 Landelies
- 6120 Ham-sur-Heure-Nalinnes
  - Cour-sur-Heure
  - Ham-sur-Heure
  - Jamioulx
  - Marbaix
  - Nalinnes
- 6140 Fontaine-l'Évêque
- 6141 Forchies-la-Marche (Fontaine-l'Évêque)
- 6142 Leernes (Fontaine-l'Évêque)
- 6150 Anderlues
- 6180 Courcelles (Charleroi)
- 6181 Gouy-lez-Piéton (Charleroi)
- 6182 Souvret (Charleroi)
- 6183 Trazegnies (Charleroi)
- 6200 Châtelet
  - Bouffioulx
  - Châtelet
  - Châtelineau
- 6210 Les Bons Villers
  - Frasnes-lez-Gosselies
  - Rèves
  - Villers-Perwin
  - Wayaux
- 6211 Mellet (Les Bons Villers)
- 6220 Fleurus
  - Fleurus
  - Heppignies
  - Lambusart
  - Wangenies
- 6221 Saint-Amand (Fleurus)
- 6222 Brye (Fleurus)
- 6223 Wagnelée (Fleurus)
- 6224 Wanfercée-Baulet (Fleurus)
- 6230 Pont-à-Celles
  - Buzet
  - Obaix
  - Pont-à-Celles
  - Thiméon
  - Viesville
- 6238 Pont-à-Celles
  - Liberchies
  - Luttre
- 6240 Farciennes
  - Farciennes
  - Pironchamps
- 6250 Aiseau-Presles
  - Aiseau
  - Pont-de-Loup
  - Presles
  - Roselies
- 6280 Gerpinnes
  - Acoz
  - Gerpinnes
  - Gougnies
  - Joncret
  - Loverval
  - Villers-Poterie
- 6440 Froidchapelle
  - Boussu-lez-Walcourt
  - Fourbechies
  - Froidchapelle
  - Vergnies
- 6441 Erpion (Froidchapelle)
- 6460 Chimay
  - Bailièvre
  - Chimay
  - Robechies
  - Saint-Remy
  - Salles
  - Villers-la-Tour
- 6461 Virelles (Chimay)
- 6462 Vaulx-lez-Chimay (Chimay)
- 6463 Lompret (Chimay)
- 6464 Chimay
  - Baileux
  - Bourlers
  - Forges
  - L'Escaillère
  - Rièzes
- 6470 Sivry-Rance
  - Grandrieu
  - Montbliart
  - Rance
  - Sautin
  - Sivry
- 6500 Beaumont
  - Barbençon
  - Beaumont
  - Leugnies
  - Leval-Chaudeville
  - Renlies
  - Solre-Saint-Géry
  - Thirimont
- 6511 Beaumont
  - Strée
- 6530 Thuin
  - Leers-et-Fosteau
  - Thuin
- 6531 Biesme-sous-Thuin (Thuin)
- 6532 Ragnies (Thuin)
- 6533 Biercée (Thuin)
- 6534 Gozée (Thuin)
- 6536 Thuin
  - Donstiennes
  - Thuillies
- 6540 Lobbes
  - Lobbes
  - Mont-Sainte-Geneviève
- 6542 Sars-la-Buissière (Lobbes)
- 6543 Bienne-lez-Happart (Lobbes)
- 6560 Erquelinnes
  - Bersillies-l'Abbaye
  - Erquelinnes
  - Grand-Reng
  - Hantes-Wihéries
  - Montignies-Saint-Christophe
  - Solre-sur-Sambre
- 6567 Merbes-le-Château
  - Fontaine-Valmont
  - Labuissière
  - Merbes-le-Château
  - Merbes-Sainte-Marie
- 6590 Momignies
- 6591 Macon (Momignies)
- 6592 Monceau-Imbrechies (Momignies)
- 6593 Macquenoise (Momignies)
- 6594 Beauwelz (Momignies)
- 6596 Momignies
  - Forge-Philippe
  - Seloignes

## 6600–6999:Province de Luxembourg
- 6600
  - Bastogne
  - Longvilly
  - Noville
  - Villers-la-Bonne-Eau
  - Wardin
- 6630 Martelange
- 6637
  - Fauvillers
  - Hollange
  - Tintange
- 6640
  - Hompré
  - Morhet
  - Nives
  - Sibret
  - Vaux-lez-Rosières
  - Vaux-sur-Sûre
- 6642
  - Juseret
- 6660
  - Houffalize
  - Nadrin
- 6661
  - Mont
  - Tailles
- 6662 Tavigny
- 6663 Mabompré
- 6666 Wibrin
- 6670
  - Gouvy
  - Limerlé
- 6671 Bovigny
- 6672 Beho
- 6673 Cherain
- 6674 Montleban
- 6680
  - Amberloup
  - Sainte-Ode
  - Tillet
- 6681 Lavacherie
- 6686 Flamierge
- 6687 Bertogne
- 6688 Longchamps
- 6690
  - Bihain
  - Vielsalm
- 6692 Petit-Thier
- 6698 Grand-Halleux
- 6700
  - Arlon
  - Bonnert
  - Heinsch
  - Toernich
- 6704 Guirsch
- 6706 Autelbas
- 6717
  - Attert
  - Nobressart
  - Nothomb
  - Thiaumont
  - Tontelange
- 6720
  - Habay
  - Habay-la-Neuve
  - Hachy
- 6721 Anlier
- 6723 Habay-la-Vieille
- 6724
  - Houdemont
  - Rulles
- 6730
  - Bellefontaine
  - Rossignol
  - Saint-Vincent
  - Tintigny
  - Han (Tintigny )
  - Breuvanne (Tintigny )
  - Lahage (Tintigny )
  - Poncelle (Tintigny )
  - Ansart (Tintigny )
- 6740
  - Étalle
  - Sainte-Marie-sur-Semois
  - Villers-sur-Semois
- 6741 Vance
- 6742 Chantemelle
- 6743 Buzenol
- 6747
  - Châtillon
  - Meix-le-Tige
  - Saint-Léger
- 6750
  - Musson
  - Mussy-la-Ville
  - Signeulx
- 6760
  - Bleid
  - Èthe
  - Ruette
  - Virton
- 6761 Latour
- 6762 Saint-Mard
- 6767
  - Dampicourt
  - Harnoncourt
  - Lamorteau
  - Rouvroy
  - Torgny
- 6769
  - Gérouville
  - Meix-devant-Virton
  - Robelmont
  - Sommethonne
  - Villers-la-Loue
- 6780
  - Hondelange
  - Messancy
  - Wolkrange
- 6781 Sélange
- 6782 Habergy
- 6790 Aubange
- 6791 Athus
- 6792
  - Halanzy
  - Rachecourt
- 6800
  - Bras
  - Freux
  - Libramont
  - Moircy
  - Recogne
  - Remagne
  - Sainte-Marie-Chevigny
  - Saint-Pierre
- 6810
  - Chiny
  - Izel
  - Jamoigne
- 6811 Les Bulles
- 6812 Suxy
- 6813 Termes
- 6820
  - Florenville
  - Fontenoille
  - Muno
  - Sainte-Cécile
- 6821 Lacuisine
- 6823 Villers-devant-Orval
- 6824 Chassepierre
- 6830
  - Bouillon
  - Les Hayons
  - Poupehan
  - Rochehaut
- 6831 Noirefontaine
- 6832 Sensenruth
- 6833
  - Ucimont
  - Vivy
- 6834 Bellevaux
- 6836 Dohan
- 6838 Corbion
- 6840
  - Grandvoir
  - Grapfontaine
  - Hamipré
  - Longlier
  - Neufchâteau
  - Tournay
- 6850
  - Carlsbourg
  - Offagne
  - Paliseul
- 6851 Nollevaux
- 6852
  - Maissin
  - Opont
- 6853 Framont
- 6856 Fays-les-Veneurs
- 6860
  - Assenois
  - Ébly
  - Léglise
  - Mellier
  - Witry
- 6870
  - Arville
  - Awenne
  - Hatrival
  - Mirwart
  - Saint-Hubert
  - Vesqueville
- 6880
  - Auby-sur-Semois
  - Bertrix
  - Cugnon
  - Jehonville
  - Orgeo
- 6887
  - Herbeumont
  - Saint-Médard
  - Straimont
- 6890
  - Anloy
  - Libin
  - Ochamps
  - Redu
  - Smuid
  - Transinne
  - Villance
- 6900
  - Aye
  - Hargimont
  - Humain
  - Marche-en-Famenne
  - On
  - Roy
  - Waha
  - Verdenne
  - Lignières
  - Grimbiémont
- 6920
  - Sohier
  - Wellin
- 6921 Chanly
- 6922 Halma
- 6924 Lomprez
- 6927
  - Bure
  - Grupont
  - Resteigne
  - Tellin
- 6929
  - Daverdisse
  - Gembes
  - Haut-Fays
  - Porcheresse
- 6940
  - Barvaux-sur-Ourthe
  - Durbuy
  - Grandhan
  - Septon
  - Wéris
- 6941
  - Bende
  - Bomal-sur-Ourthe
  - Borlon
  - Heyd
  - Izier
  - Tohogne
  - Villers-Sainte-Gertrude
- 6950
  - Harsin
  - Nassogne
- 6951 Bande
- 6952 Grune
- 6953
  - Ambly
  - Forrières
  - Lesterny
  - Masbourg
- 6960
  - Dochamps
  - Grandmenil
  - Harre
  - Malempré
  - Manhay
  - Odeigne
  - Vaux-Chavanne
- 6970 Tenneville
- 6971 Champlon
- 6972 Erneuville
- 6980
  - Beausaint
  - La Roche-en-Ardenne
- 6982 Samrée
- 6983 Ortho
- 6984 Hives
- 6986 Halleux
- 6987
  - Beffe
  - Hodister
  - Marcourt
  - Rendeux
- 6990
  - Fronville
  - Hampteau
  - Hotton
  - Marenne
- 6997
  - Amonines
  - Érezée
  - Mormont
  - Soy

## 7000–7999:Province de Hainaut(2)
- 7000 Mons
- 7010 SHAPE
- 7011 Ghlin
- 7012
  - Flénu
  - Jemappes
- 7020
  - Maisières
  - Nimy
- 7021 Havré
- 7022
  - Harmignies
  - Harveng
  - Hyon
  - Mesvin
  - Nouvelles
- 7024 Ciply
- 7030 Saint-Symphorien
- 7031 Villers-Saint-Ghislain
- 7032 Spiennes
- 7033 Cuesmes
- 7034
  - Obourg
  - Saint-Denis
- 7040 Quévy
  - Asquillies
  - Aulnois
  - Blaregnies
  - Bougnies
  - Genly
  - Gœgnies-Chaussée
  - Quévy-le-Grand
  - Quévy-le-Petit
- 7041
  - Givry
  - Havay
- 7050
  - Erbaut
  - Erbisœul
  - Herchies
  - Jurbise
  - Masnuy-Saint-Jean
  - Masnuy-Saint-Pierre
- 7060
  - Horrues
  - Soignies
- 7061
  - Casteau
  - Thieusies
- 7062 Naast
- 7063
  - Chaussée-Notre-Dame-Louvignies
  - Neufvilles
- 7070
  - Gottignies
  - Le Rœulx
  - Mignault
  - Thieu
  - Ville-sur-Haine
- 7080
  - Eugies
  - Frameries
  - La Bouverie
  - Noirchain
  - Sars-la-Bruyère
- 7090
  - Braine-le-Comte
  - Hennuyères
  - Henripont
  - Petit-Rœulx-lez-Braine
  - Ronquières
  - Steenkerque
- 7100
  - Haine-Saint-Paul
  - Haine-Saint-Pierre
  - La Louvière
  - Saint-Vaast
  - Trivières
- 7110
  - Boussoit
  - Houdeng-Aimeries
  - Houdeng-Gœgnies
  - Maurage
  - Strépy-Bracquegnies
- 7120 Estinnes
  - Croix-lez-Rouveroy
  - Estinnes-au-Mont
  - Estinnes-au-Val
  - Faurœulx
  - Haulchin
  - Peissant
  - Rouveroy
  - Vellereille-les-Brayeux
  - Vellereille-le-Sec
- 7130
  - Binche
  - Bray
- 7131 Waudrez
- 7133 Buvrinnes
- 7134
  - Épinois
  - Leval-Trahegnies
  - Péronnes-lez-Binche
  - Ressaix
- 7140 Morlanwelz
  - Morlanwelz-Mariemont
- 7141
  - Carnières
  - Mont-Sainte-Aldegonde
- 7160
  - Chapelle-lez-Herlaimont
  - Godarville
  - Piéton
- 7170
  - Bellecourt
  - Bois-d'Haine
  - Fayt-lez-Manage
  - La Hestre
  - Manage
- 7180 Seneffe
- 7181
  - Arquennes
  - Familleureux
  - Feluy
  - Petit-Rœulx-lez-Nivelles
- 7190 Écaussinnes
  - Écaussinnes-d'Enghien
  - Marche-lez-Écaussinnes
- 7191 Écaussinnes-Lalaing
- 7300 Boussu
- 7301 Hornu
- 7320 Bernissart
- 7321
  - Blaton
  - Harchies
- 7322
  - Pommerœul
  - Ville-Pommeroeul
- 7330 Saint-Ghislain
- 7331 Baudour
- 7332
  - Neufmaison
  - Sirault
- 7333 Tertre
- 7334
  - Hautrage
  - Villerot
- 7340 Colfontaine
  - Pâturages
  - Warquignies
  - Wasmes
- 7350
  - Hainin
  - Hensies
  - Montrœul-sur-Haine
  - Thulin
- 7370
  - Blaugies
  - Dour
  - Élouges
  - Wihéries
- 7380
  - Baisieux
  - Quiévrain
- 7382 Audregnies
- 7387 Honnelles
  - Angre
  - Angreau
  - Athis
  - Autreppe
  - Erquennes
  - Fayt-le-Franc
  - Marchipont
  - Montignies-sur-Roc
  - Onnezies
  - Roisin
- 7390
  - Quaregnon
  - Wasmuel
- 7500
  - Tournai
  - Ere
  - Saint-Maur
- 7501 Orcq
- 7502 Esplechin
- 7503 Froyennes
- 7504 Froidmont
- 7506 Willemeau
- 7520
  - Ramegnies-Chin
  - Templeuve
- 7521 Chercq
- 7522
  - Blandain
  - Hertain
  - Lamain
  - Marquain
- 7530 Gaurain-Ramecroix
- 7531 Havinnes
- 7532 Beclers
- 7533 Thimougies
- 7534
  - Barry
  - Maulde
- 7536 Vaulx
- 7538 Vezon
- 7540
  - Kain
  - Melles
  - Quartes
  - Rumillies
- 7542 Mont-Saint-Aubert
- 7543 Mourcourt
- 7548 Warchin
- 7600 Péruwelz
- 7601 Roucourt
- 7602 Bury
- 7603 Bon-Secours
- 7604
  - Baugnies
  - Braffe
  - Brasmenil
  - Callenelle
  - Wasmes-Audemez-Briffœil
    - Wasmes
- 7608 Wiers
- 7610 Rumes
- 7611 La Glanerie
- 7618 Taintignies
- 7620
  - Bléharies
  - Brunehaut
  - Guignies
  - Hollain
  - Jollain-Merlin
  - Wez-Velvain
- 7621 Lesdain
- 7622 Laplaigne
- 7623 Rongy
- 7624 Howardries
- 7640
  - Antoing
  - Maubray
  - Péronnes-lez-Antoing
- 7641 Bruyelle
- 7642 Calonne
- 7643 Fontenoy
- 7700
  - Mouscron
  - Luingne
- 7711 Dottignies
- 7712 Herseaux
- 7730
  - Bailleul
  - Estaimbourg
  - Estaimpuis
  - Evregnies
  - Leers-Nord
  - Néchin
  - Saint-Léger
- 7740
  - Pecq
  - Warcoing
- 7742 Hérinnes-lez-Pecq
- 7743
  - Esquelmes
  - Obigies
- 7750 Mont-de-l'Enclus
  - Amougies
  - Anserœul
  - Orroir
  - Russeignies
- 7760
  - Celles
  - Escanaffles
  - Molenbaix
  - Popuelles
  - Pottes
  - Velaines
- 7780 Comines-Warneton
  - Comines
- 7781 Houthem
- 7782 Ploegsteert
- 7783 Le Bizet
- 7784 
  - Bas-Warneton
  - Warneton
- 7800 Ath
- 7801 Irchonwelz
- 7802 Ormeignies
- 7803 Bouvignies
- 7804
  - Ostiches
  - Rebaix
- 7810 Maffle
- 7811 Arbre
- 7812
  - Houtaing
  - Ligne
  - Mainvault
  - Moulbaix
  - Villers-Notre-Dame
  - Villers-Saint-Amand
- 7822
  - Ghislenghien
  - Isières
  - Meslin-l'Évêque
- 7823 Gibecq
- 7830 
  - Bassilly
  - Fouleng
  - Gondregnies
  - Graty
  - Hellebecq
  - Hoves
  - Silly
  - Thoricourt
- 7850
  - Enghien
  - Marcq
  - Petit-Enghien
- 7860 Lessines
- 7861
  - Papignies
  - Wannebecq
- 7862 Ogy
- 7863 Ghoy
- 7864 Deux-Acren
- 7866
  - Bois-de-Lessines
  - Ollignies
- 7870
  - Bauffe
  - Cambron-Saint-Vincent
  - Lens
  - Lombise
  - Montignies-lez-Lens
- 7880 Flobecq
- 7890
  - Ellezelles
  - Lahamaide
  - Wodecq
- 7900
  - Grandmetz
  - Leuze-en-Hainaut
- 7901 Thieulain
- 7903
  - Blicquy
  - Chapelle-à-Oie
  - Chapelle-à-Wattines
- 7904
  - Pipaix
  - Tourpes
  - Willaupuis
- 7906 Gallaix
- 7910 Frasnes-lez-Anvaing
  - Anvaing
  - Arc-Ainières
  - Arc-Wattripont
  - Cordes
  - Ellignies-lez-Frasnes
  - Forest
  - Wattripont
- 7911
  - Buissenal
  - Frasnes-lez-Buissenal
  - Hacquegnies
  - Herquegies
  - Montrœul-au-Bois
  - Moustier
  - Œudeghien
- 7912
  - Dergneau
  - Saint-Sauveur
- 7940
  - Brugelette
  - Cambron-Casteau
- 7941 Attre
- 7942 Mévergnies-lez-Lens
- 7943 Gages
- 7950
  - Chièvres
  - Grosage
  - Huissignies
  - Ladeuze
  - Tongre-Saint-Martin
- 7951 Chièvres
- 7970 Belœil
- 7971
  - Basècles
  - Ramegnies
  - Thumaide
  - Wadelincourt
- 7972
  - Aubechies
  - Ellignies-Sainte-Anne
  - Quevaucamps
- 7973
  - Grandglise
  - Stambruges

## 8000–8999:Province de Flandre-Occidentale
- 8000
  - Bruges (Brugge)
  - Koolkerke
- 8020
  - Hertsberge
  - Oostkamp
  - Ruddervoorde
  - Waardamme
- 8200
  - Sint-Andries 
  - Sint-Michiels
- 8210
  - Loppem
  - Veldegem
  - Zedelgem
- 8211 Aartrijke
- 8300 Knokke-Heist
  - Knokke
  - Westkapelle
- 8301
  - Heist
  - Ramskapelle
- 8310
  - Assebroek
  - Sint-Kruis
- 8340
  - Damme
  - Hoeke
  - Lapscheure
  - Moerkerke
  - Oostkerke
  - Sijsele
- 8370
  - Blankenberge
  - Uitkerke
- 8377
  - Houtave
  - Meetkerke
  - Nieuwmunster
  - Zuienkerke
- 8380
  - Dudzele
  - Lissewege
  - Zeebruges (Zeebrugge)
- 8400
  - Ostende (Oostende)
  - Stene
  - Zandvoorde
- 8420 Le Coq (De Haan)
  - Klemskerke
  - Wenduine
- 8421 Vlissegem
- 8430 Middelkerke
- 8431 Wilskerke
- 8432 Leffinge
- 8433
  - Mannekensvere
  - Schore
  - Sint-Pieters-Kapelle
  - Slijpe
  - Spermalie
- 8434
  - Lombardsijde
  - Westende
- 8450 Bredene
- 8460
  - Ettelgem
  - Oudenburg
  - Roksem
  - Westkerke
- 8470
  - Gistel
  - Moere
  - Snaaskerke
  - Zevekote
- 8480
  - Bekegem
  - Eernegem
  - Ichtegem
- 8490
  - Jabbeke
  - Snellegem
  - Stalhille
  - Varsenare
  - Zerkegem
- 8500 Courtrai (Kortrijk)
- 8501
  - Bissegem
  - Heule
- 8510
  - Bellegem
  - Kooigem
  - Marke
  - Rollegem
- 8511 Aalbeke
- 8520 Kuurne
- 8530 Harelbeke
- 8531
  - Bavikhove
  - Hulste
- 8540 Deerlijk
- 8550 Zwevegem
- 8551 Heestert
- 8552 Moen
- 8553 Otegem
- 8554 Saint-Genois
- 8560
  - Gullegem
  - Moorsele
  - Wevelgem
- 8570
  - Anzegem
  - Gijzelbrechtegem
  - Ingooigem
  - Vichte
- 8572 Kaster
- 8573 Tiegem
- 8580 Avelgem
- 8581
  - Kerkhove
  - Waarmaarde
- 8582 Outrijve
- 8583 Bossuit
- 8587 Espierres-Helchin (Spiere-Helkijn)
  - Espierres (Spiere)
  - Helchin (Helkijn)
- 8600
  - Beerst
  - Dixmude (Diksmuide)
  - Driekapellen
    - Oudekapelle
    - Nieuwkapelle
    - Sint-Jacobskapelle

  - Esen
  - Kaaskerke
  - Keiem
  - Lampernisse
  - Leke
  - Oostkerke
  - Pervijze
  - Stuivekenskerke
  - Vladslo
  - Woumen
- 8610
  - Handzame
  - Kortemark
  - Werken
  - Zarren
- 8620
  - Nieuport (Nieuwpoort)
  - Ramskapelle
  - Saint-Georges
- 8630
  - Avekapelle
  - Beauvoorde
    - Vinkem
    - Wulveringem

  - Booitshoeke
  - Bulskamp
  - De Moeren
  - Eggewaartskapelle
  - Houtem
  - Steenkerke
  - Furnes (Veurne)
  - Zoutenaaie
- 8640 Vleteren
  - Oostvleteren
  - Westvleteren
  - Woesten
- 8647 Lo-Reninge
  - Lo
  - Noordschote
  - Pollinkhove
  - Reninge
- 8650
  - Houthulst
  - Klerken
  - Merkem
- 8660
  - Adinkerque (Adinkerke)
  - La Panne (De Panne)
- 8670
  - Coxyde (Koksijde)
  - Ostdunkerque
  - Wulpen
- 8680
  - Bovekerke
  - Koekelare
  - Zande
- 8690
  - Alveringem
  - Hoogstade
  - Oeren
  - Sint-Rijkers
- 8691
  - Beveren-aan-den-Ijzer
  - Gijverinkhove
  - Izenberge
  - Leisele
  - Stavele
- 8700
  - Aarsele
  - Kanegem
  - Schuiferskapelle
  - Tielt
- 8710
  - Ooigem
  - Sint-Baafs-Vijve
  - Wielsbeke
- 8720
  - Dentergem
  - Markegem
  - Oeselgem
  - Wakken
- 8730
  - Beernem
  - Oedelem
  - Sint-Joris (Beernem)
- 8740
  - Egem
  - Pittem
- 8750
  - Wingene
  - Zwevezele
- 8755 Ruiselede
- 8760 Meulebeke
- 8770 Ingelmunster
- 8780 Oostrozebeke
- 8790 Waregem
- 8791 Beveren
- 8792 Desselgem
- 8793 Vive-Saint-Éloi
- 8800
  - Beveren
  - Oekene
  - Roulers (Roeselare)
  - Rumbeke
- 8810 Lichtervelde
- 8820 Thourout (Torhout)
- 8830
  - Gits
  - Hooglede
- 8840
  - Oostnieuwkerke
  - Staden
  - Westrozebeke
- 8850 Ardooie
- 8851 Koolskamp
- 8860 Lendelede
- 8870
  - Emelgem
  - Iseghem
  - Kachtem
- 8880
  - Ledeghem
  - Rollegem-Kapelle
  - Winkel-Saint-Éloi
- 8890
  - Dadizele
  - Moorslede
- 8900
  - Brielen
  - Dikkebus
  - Sint-Jan
  - Ypres (Ieper)
- 8902
  - Hollebeke
  - Voormezele
  - Zillebeke
- 8904
  - Boezinge
  - Zuidschote
- 8906 Elverdinge
- 8908 Vlamertinge
- 8920 Langemark-Poelkapelle
  - Bikschote
  - Langemark
  - Poelkapelle
- 8930
  - Lauwe
  - Menin (Menen)
  - Rekkem
- 8940
  - Geluwe
  - Wervik
- 8950
  - Heuvelland
  - Neuve-Église
- 8951 Dranoutre
- 8952 Wulverghem
- 8953 Wijtschate
- 8954 Westouter
- 8956 Kemmel
- 8957 Messines (Mesen)
- 8958 Loker
- 8970
  - Poperinge
  - Reningelst
- 8972
  - Krombeke
  - Proven
  - Roesbrugge-Haringe
- 8978 Watou
- 8980
  - Beselare
  - Geluveld
  - Passendale
  - Zanvoorde
  - Zonnebeke

## 9000–9999:Province de Flandre-Orientale
- 9000 Gand (Gent)
- 9030 Mariakerke
- 9031 Drongen
- 9032 Wondelgem
- 9040 Sint-Amandsberg
- 9041 Oostakker
- 9042
  - Desteldonk
  - Mendonk
  - Winkel-Sainte-Croix (Sint-Kruis-Winkel)
- 9050
  - Gentbrugge
  - Ledeberg
- 9051
  - Afsnee
  - Saint-Denis-Westrem (Sint-Denijs-Westrem)
- 9052 Zwijnaarde
- 9060 Zelzate
- 9070 Destelbergen
  - Heusden
- 9080 
  - Beervelde
  - Lochristi
  - Zaffelare
  - Zeveneken
- 9090 
  - Melle
  - Gontrode
- 9100 
  - Saint-Nicolas (Sint-Niklaas)
  - Nieuwkerken-Waas
- 9111 Belsele
- 9112 Sinaai
- 9120 
  - Beveren-Waas
  - Haasdonk
  - Melsele
  - Une partie de l'ancienne commune de Kallo
  - Vrasene
- 9130
  - Doel
  - Une partie de l'ancienne commune de Kallo
  - Kieldrecht
  - Verrebroek
- 9140
  - Elversele
  - Steendorp
  - Tamise (Temse)
  - Tielrode
- 9150 
  - Bazel
  - Kruibeke
  - Rupelmonde
- 9160 
  - Daknam
  - Eksaarde
  - Lokeren
- 9170 
  - La Clinge
  - Meerdonk
  - Saint-Gilles-Waes (Sint-Gillis-Waas)
  - Saint-Paul (Sint-Pauwels)
- 9180 Moerbeke-Waas
- 9185 Wachtebeke
- 9190 Stekene
  - Kemzeke
- 9200
  - Appels
  - Baesrode (Baasrode)
  - Grembergen
  - Mespelare
  - Audeghem (Oudegem)
  - Schoonaarde
  - Saint-Gilles-lez-Termonde (Sint-Gillis-bij-Dendermonde)
  - Termonde (Dendermonde)
- 9220
  - Hamme
  - Moerzeke
- 9230
  - Massemen
  - Westrem
  - Wetteren
- 9240 Zele
- 9250 Waasmunster
- 9255 Buggenhout
  - Opdorp
- 9260 Wichelen
  - Schellebelle
  - Serskamp
- 9270 Laerne
  - Kalken
- 9280 
  - Denderbelle
  - Lebbeke
  - Wieze
- 9290
  - Berlare
  - Overmere
  - Uitbergen
- 9300 Alost (Aalst)
- 9308
  - Gijzegem
  - Hofstade
- 9310
  - Baardegem
  - Herdersem
  - Meldert
  - Moorsel
- 9320
  - Erembodegem
  - Nieuwerkerken
- 9340 
  - Impe
  - Lede
  - Oordegem
  - Smetlede
  - Wanzele
- 9400
  - Appelterre-Eichem
  - Denderwindeke
  - Lieferinge
  - Nederhasselt
  - Ninove
  - Okegem
  - Voorde
- 9401 Pollare
- 9402 Meerbeke
- 9403 Neigem
- 9404 Aspelare
- 9406 Outer
- 9420 Erpe-Mere
  - Aaigem
  - Bambrugge
  - Burst
  - Erondegem
  - Erpe
  - Mere
  - Ottergem
  - Vlekkem
- 9450
  - Denderhautem (Denderhoutem)
  - Haaltert
  - Heldergem
- 9451 Kerksken
- 9470 Denderleeuw
- 9472 Iddergem
- 9473 Welle
- 9500 Grammont (Geraardsbergen)
  - Goeferdinge
  - Moerbeke
  - Nederboelare
  - Onkerzele
  - Ophasselt
  - Overboelare
  - Viane
  - Zarlardinge
- 9506
  - Grimminge
  - Idegem
  - Nieuwenhove
  - Schendelbeke
  - Smeerebbe-Vloerzegem
  - Waarbeke
  - Zandbergen
- 9520 Hautem-Saint-Liévin (Sint-Lievens-Houtem)
  - Bavegem
  - Vlierzele
  - Zonnegem
- 9521 Letterhoutem
- 9550 Herzele
  - Hillegem
  - Saint-Antelinkx (Sint-Antelinks)
  - Essche-Saint-Liévin (Sint-Lievens-Esse)
  - Steenhuize-Wijnhuize
  - Woubrechtegem
- 9551 Ressegem
- 9552 Borsbeke
- 9570 Lierde
  - Deftinge
  - Lierde-Sainte-Marie (Sint-Maria-Lierde)
- 9571 Hemelveerdegem
- 9572 Lierde-Saint-Martin (Sint-Martens-Lierde)
- 9600
  - Renaix (Ronse)
- 9620 Zottegem
  - Audenhove-Sainte-Marie (Sint-Maria-Oudenhove)
  - Audenhove-Saint-Géry (Sint-Goriks-Oudenhove)
  - Elene
  - Erwetegem
  - Godveerdegem
  - Grotenberge
  - Leeuwergem
  - Oombergen
  - Strijpen
  - Velzeke-Ruddershove
- 9630 Zwalm
  - Beerlegem
  - Boucle-Saint-Blaise (Sint-Blasius-Boekel)
  - Boucle-Saint-Denis (Sint-Denijs-Boekel)
  - Dikkele
  - Hundelgem
  - Laethem-Sainte-Marie (Sint-Maria-Latem)
  - Meilegem
  - Munkzwalm
  - Paulatem
  - Roborst
  - Rozebeke
- 9636 Nederzwalm-Hermelgem
- 9660 Brakel
  - Elst
  - Everbecq
  - Michelbeke
  - Nederbrakel
  - Opbrakel
  - Zegelsem
- 9661 Parike
- 9667 Hoorebeke
  - Hoorebeke-Saint-Corneille (Sint-Kornelis-Horebeke)
  - Hoorebeke-Sainte-Marie (Sint-Maria-Horebeke)
- 9680 Markedal
  - Etikhove
  - Maarke-Kerkem
- 9681 Nukerke
- 9688 Escornaix
- 9690 Kluisbergen
  - Berchem
  - Quaremont (Kwaremont)
  - Ruien
  - Zulzeke
- 9700 Audenarde (Oudenaarde)
  - Bevere
  - Edelare
  - Eine
  - Ename
  - Heurne
  - Leupegem
  - Mater
  - Melden
  - Mullem
  - Nederename
  - Volkegem
  - Welden
- 9750 Zingem
  - Huysse
  - Ouwegem
- 9770 Kruishoutem
- 9771 Nokere
- 9772 Wannegem-Lede
- 9790 Wortegem-Petegem
  - Elsegem
  - Moregem
  - Ooike
  - Petegem-aan-de-Schelde
  - Wortegem
- 9800 Deinze
  - Astene
  - Bachte-Maria-Leerne
  - Gottem
  - Grammene
  - Leerne-Saint-Martin
  - Meigem
  - Petegem-aan-de-Leie
  - Vinkt
  - Wontergem
  - Zeveren
- 9810 Nazareth
  - Eke
- 9820 Merelbeke
  - Bottelare
  - Lemberge
  - Melsen
  - Munte
  - Schelderode
- 9830 Laethem-Saint-Martin (Sint-Martens-Latem)
- 9831 Deurle
- 9840 La Pinte
  - Zevergem
- 9850 Nevele
  - Hansbeke
  - Landegem
  - Merendree
  - Poesele
  - Vosselare
- 9860 Oosterzele
  - Balegem
  - Gijzenzele
  - Landskouter
  - Moortsele
  - Scheldewindeke
- 9870 Zulte
  - Machelen
  - Olsene
- 9880 Aalter
  - Lotenhulle
  - Poeke
- 9881 Bellem
- 9890 Gavre
  - Asper
  - Baaigem
  - Dikkelvenne
  - Semmerzake
  - Vurste
- 9900 Eeklo
- 9910 Knesselare
  - Ursel
- 9920 Lovendegem
- 9921 Vinderhoute
- 9930 Zomergem
- 9931 Oostwinkel
- 9932 Ronsele
- 9940 Everghem
  - Ertvelde
  - Kluizen
  - Sleidinge
- 9950 Waarschoot
- 9960 Assenede
- 9961 Boekhoute
- 9968
  - Bassevelde
  - Oosteeklo
- 9970 Kaprijke
- 9971 Lembeke
- 9980 Saint-Laurent (Sint-Laureins)
- 9981 Sainte-Marguerite (Sint-Margriete)
- 9982 Saint-Jean-in-Eremo
- 9988
  - Waterland-Oudeman
  - Watervliet
- 9990 Maldeghem
- 9991 Adegem
- 9992 Middelbourg

Code postal spécial "Saint-Nicolas"
- 0612 Ciel[1]